# Der Zimmerspringbrunnen
Der Zimmerspringbrunnen ist ein Film aus dem Jahr 2001 und basiert auf dem gleichnamigen Roman von Jens Sparschuh aus dem Jahr 1995. Der Film spielt in Deutschland kurz nach der Wende.

## Handlung
Der arbeitslose Hinrich Lobek verbringt seine Tage daheim in Berlin und sieht sich als Opfer der Wiedervereinigung. Seine Frau, die als Architektin am Potsdamer Platz arbeitet, verliert mit der Zeit die Geduld.
Nach einiger Zeit beschließt er, zum Arbeitsamt zu gehen und bekommt dort eine Stelle als Handelsvertreter der Firma Panta Rhein vermittelt. An seinem ersten Arbeitstag begleitet er den treuen Mitarbeiter Uwe Strüwer durch die triste Plattenbausiedlung. Die beiden haben keinen Erfolg damit, das Zimmerspringbrunnenmodell „Jona“ zu verkaufen.
Der ruhige Lobek besinnt sich auf seine alten Stärken und baut ein neues Modell – Atlantis, ein Brunnen, aus dem sich der Berliner Fernsehturm auf einem Umriss der DDR erhebt. Der „Ossi“ wird unerwartet ein Geschäftsgenie mit Aufstiegsmöglichkeiten. Doch die Ehe mit seiner Frau geht langsam in die Brüche und zu allem Überfluss hat sie einen neuen Verehrer. Es ist ihr Arbeitskollege Thomas Hamann.

## Kritik
Das Lexikon des Internationalen Films schrieb:

„Ein ehemaliger DDR-Wohnungsverwalter schult nach jahrelanger Arbeitslosigkeit zum Vertreter um und kreiert einen ‚ostalgischen‘ Zimmerspringbrunnen, der zum Verkaufsschlager wird, während seine Ehe allmählich zu scheitern scheint. Eine nicht gerade bildgewaltige, aber präzis inszenierte, von spielfreudigen Darstellern und einem guten Drehbuch getragene Komödie über deutsch-deutsche Befindlichkeiten, die einen bissig-ironischen Blick zurück in die Gegenwart wirft.“

Die Deutsche Film- und Medienbewertung FBW in Wiesbaden verlieh dem Film das Prädikat besonders wertvoll:

„Mit feinem Gefühl die Balance haltend zwischen ernstem Hintergrund und heiteren Anklängen beweist Timm seine Fähigkeit, sicher zu inszenieren und Darsteller zu führen. Ein hervorragendes Drehbuch nach dem Roman von Jens Sparschuh war Grundlage für einen Film, der eine Fülle von reizvollen Zitaten in Dialogen und begleitender Musik bietet. Timms Blick auf die Menschen seiner Geschichte ist ironisch, aber nicht sarkastisch, melancholisch, aber nicht mit falscher Romantik versehen. Ihre nostalgischen Gefühle läßt er zu, er desavouiert sie nicht.
Die treffsichere Auswahl und Ausstattung der Handlungsorte, eine beobachtende Kamera und eine stimmige musikalische Begleitung, mit Klassikern der DDR-Schlagermusik angereichert, sind weitere Pluspunkte dieses Films.“